# Per Svensson (militär)
Per Svensson, född 31 oktober 1918, död 2 maj 1991 i Båstad, var en svensk officer i Flygvapnet.

## Biografi
Svensson blev fänrik i Flygvapnet 1940. Han befordrades till löjtnant 1942, till kapten 1948, till major 1954, till överstelöjtnant 1958, till överste 1963 och till överste av 1:a graden 1966.
Svensson som inledde sin militära karriär 1940, var åren 1946–1948 flygstyrman vid AB Aerotransport (ABA). 1948 återgick han till Flygvapnet. 1963–1966 var han flottiljchef för Blekinge flygflottilj (F 17). 1966–1975 var han flyginspektör vid Övre Norrlands militärområdesstaben (Milo ÖN). 1975–1979 var han flyginspektör vid Södra militärområdesstaben (Milo S). Svensson avgick som överste av 1:a graden 1979.
Svensson gifte sig 1945 med Inga-Britt Englund; tillsammans fick de tre barn, Eva, Jonas och Ola.

## Utmärkelser
- Riddare av Svärdsorden, 1959.[1]
- Kommendör av Svärdsorden, 11 november 1966.[2]
- Kommendör av första klass av Svärdsorden, 6 juni 1969.[3]